# ماكبث، ملك إسكتلندا
ماكبث (العصور الوسطى الغيلية: Mac Bethad mac Findlaích ؛ الغيلية الحديثة: MacBheatha mac Fhionnlaigh ؛ الملقب الملك ديرك، وتعني «الملك الأحمر»؛ ولد حوالي 1005 - 15 أغسطس 1057) كان ملك إسكتلندا من 1040 حتى وفاته. كان يحمل عنوان «ملك ألبا» خلال حياته، ولم يحكم سوى جزء من إسكتلندا الحالية.
لا يُعرف الكثير عن حياة ماكبث المبكرة، على الرغم من أنه كان ابن فيندلايخ من موراي وربما كان حفيدًا لمالكولم الثاني. أصبح مورماير من موراي، - سيادة ذات حكم شبه مستقل - في 1032، وربما كان مسؤولا عن وفاة مورماير السابق، غيل كويمغان من موراي. بعد ذلك تزوج أرملة غيل كويمغان، جروخ، على الرغم من أنه لم يكن لديهم أطفال معًا.